# Ан-Насир Шихаб ад-Дин Ахмад
аль-Малик ан-Насир Шихаб ад-Дин Ахмад ибн Мухаммад, также известный как ан-Насир Ахмад, (араб. الناصر أحمد‎; 1316/1318, Каир — 16 июля 1344, Эль-Карак) — мамлюкский султан из династии Бахритов, правил с января по июнь 1342 года. Сын султана Мухаммада I ан-Насира (ум. 1341). Ан-Насир Ахмад прожил большую часть своей жизни в пустыне в крепости Эль-Карак в Трансиордании.

## Биография
Ахмад родился в 1316 или 1318 году в Каире, столице султаната мамлюков, в семье султана Мухаммада I ан-Насира из династии Бахритов и Байяд, кайны, рабыни-певицы, которая попала к Мухаммаду от эмира Багадура Аса. Ахмад был четвёртым сыном своего отца, однако три его старших брата умерли в детстве ещё до его рождения, и единственным сыном Байяд. Позже супруги развелись, и Ахмад жил с отчимом, эмиром Маликтамуром ас-Сарджувани. По приказу своего отца значительную часть детства Ахмад провёл в пустынной крепости Эль-Карак в Трансиордании. Впервые отец отправил его туда в 1324 году, под присмотром слуг и со значительными денежными средствами для обучения охоте и верховой езде. Два года спустя, в апреле 1326 года, Ахмад вновь вернулся сюда. Ещё во время Айюбидов Эль-Карак, изолированный от других мамлюкских центров, стал чем-то вроде частной академии для молодых мамлюкских эмиров. Во время правления Мухаммада I этот статус только укрепился. Здесь молодые воины укрепляли и совершенствовали свои навыки ведения войны и охоты. Пребывание же Ахмада здесь, по замыслу отца, должно было привить ему рыцарские качества. Находясь в Аль-Караке, Ахмад был под наблюдением его правителя Багадура аль-Бадри.
В мае 1331 года Ахмада отозвали в Каир и вскоре назначили эмиром под руководством и при поддержке аль-Бадри. 30 сентября с большой помпой и празднествами султан выделил сыну свою землю, эмират, в котором он ныне должен был властвовать. Но уже на следующий день Ахмад выдвинулся не туда, а в Эль-Карак. Его мать скончалась тут до прибытия сына. Маликтамура же назначили править Эль-Караком в одно время с прибытием Ахмада в Каир. Именно Маликтамур отвечал за дальнейшее образование пасынка. В 1332 году Ахмад и его брат Абу Бакр, который в то время также находился в Эль-Караке, встретились с Мухаммадом и его любимым сыном, их гораздо более молодым братом Ахмада, Ануком, в городе Акаба на побережье Красного моря, к югу от Эль-Карака. Оттуда они должны были вместе сопровождать отца в Мекку, так как он намеревался совершить хадж, однако в последний момент султан передумал и отправил всех сыновей в Эль-Карак, на воспитание «в рыцарской чести».
Когда Мухаммад узнал, что его сын тесно общается с «низшими слоями» Эль-Карака, он в гневе отозвал его из города в Каир. По его прибытии султан женил сына на Захирбуге Тайирбуге, дочери одного из наиболее могущественных эмиров государства. Вскоре после этого отец всё же разрешил Амхмаду вернуться в крепость, а когда тот разругался с Маликтамуром, назначил сына правителем провинции вместо него, благодаря чему под контролем будущего султана оказались крепости Эль-Карак и Шаубак.